# Бондаренко Денис Олександрович
Дени́с Олекса́ндрович Бондаре́нко (псевдо Юніор, 21 січня 2004 — 1 травня 2022, Маріуполь) — солдат окремого загону спеціального призначення НГУ «Азов» Національної гвардії України, учасник російсько-української війни, що загинув у ході російського вторгнення в Україну в 2022 році.

## Життєпис
Денис Бондаренко народився 2003 року в селі Стецьківка Сумського району на Сумщині. Після закінчення загальноосвітньої школи в рідному селі вступив до Інституту фізичної культури Сумського державного педагогічного університету імені А. С. Макаренка. Був активним учасником та організатором молодіжного патріотичного руху на Сумщині, зокрема Всеукраїнської дитячо-юнацької військово-патріотичної гри «Джура». З початком повномасштабного російського вторгнення в Україну вирушив обороняти Маріуполь. Денис Бондаренко загинув 1 травня 2022 року під час оборони Маріуполя під час прориву до «Азовсталі». Тіло загиблого довгий час перебувало в Маріуполі. 8 березня 2023 року в сумській церкві апостола Андрія Первозванного солдата відспівали. Після відспівування в храмі Дениса Бондаренка поховали на Баранівському кладовищі.
31 жовтня 2023 року в сумському обласному ліцеї спортивного профілю «Барса» відбулося відкриття меморіальної дошки на честь Дениса Бондаренка.

## Нагороди
- Орден «За мужність» III ступеня (2022, посмертно) — за особисту мужність і самовіддані дії, виявлені у захисті державного суверенітету та територіальної цілісності України, вірність військовій присязі.